# Mendota Heights (Minnesota)
Mendota Heights est une ville américaine située dans le Comté de Dakota, dans le Minnesota. Selon le recensement de 2020, sa population est de 11 744 habitants.